# Messenger Plus!
Messenger Plus! (ook bekend als Messenger Plus! Live) was een gratis plug-in voor Windows Live Messenger en later ook Skype. Het programma is vanaf 2001 uitgegroeid tot een van de populairste plug-ins voor Messenger met in februari 2010 meer dan 62 miljoen gebruikers wereldwijd. Messenger Plus! voegt veelgevraagde functies aan Messenger toe die Microsoft zelf er niet aan kon of wilde toevoegen.
Messenger Plus! werd oorspronkelijk ontwikkeld door Patchou, die de eerste versie uitbracht in 2001. Latere versies (vanaf eind 2009) werden ontwikkeld door Yuna Software, waar Patchou werkte tot begin 2011.

## Versiegeschiedenis

### Versie 5.10
Versie 5.10 bracht veel nieuwe functies, waaronder een themawizard om zelf thema's te ontwerpen en betere integratie met Windows Live Messenger.

### Versie 5.5
Versie 5.50.0.761 werd uitgebracht op 2 augustus 2012. Deze versie is compatibel met Windows Live Messenger 2009 en 2011. Versie 5.5.0.763, uitgebracht op 21 augustus 2012, bracht gedeeltelijke ondersteuning voor WLM 2012 (thema's worden nog niet ondersteund).

### Versie 6
Versie 6.0 werd uitgebracht op 28 september 2012. Messenger Plus! 6 is compatibel met Windows Live Messenger 2011 en 2012.

## Functies

### Persoonlijke status
De persoonlijke status was een van de eerste Messenger Plus!-functies. Het stelt de gebruiker in staat om een gepersonaliseerde status in te stellen die Microsoft niet aanbiedt. Met deze functie kan ook een persoonlijk bericht ingesteld worden, dat iemand die je een bericht stuurt automatisch te zien krijgt. Een dergelijk bericht kan bijvoorbeeld inhouden dat je op dat moment niet aanwezig bent.

### Scripts
Aanvullend aan de standaardfuncties van Messenger Plus! kan de gebruiker scripts toevoegen om extra functies te verkrijgen.

### Ingebouwde en aangepaste geluiden
Gebruikers van Messenger Plus! hebben ook de mogelijkheid om geluiden toe te voegen aan gesprekken. Hiermee kan het gesprek worden verlevendigd. Beide chatpartners moeten natuurlijk wel Messenger Plus! geïnstalleerd hebben. De gebruiker heeft ook de mogelijkheid om zelf geluiden toe te voegen in de zogenaamde geluidsbibliotheek. Deze geluiden kunnen dan weer verzonden worden naar contactpersonen.

## Meertalige ondersteuning
Messenger Plus! was beschikbaar in 20 verschillende talen, die alle bij het installatiebestand werden ingesloten. Er zijn echter ook bijkomende taalbestanden die het installatiebestand niet standaard bevat.
De standaardtalen zijn:
| - Arabisch - Deens - Duits - Engels - Estisch - Fins - Frans | - Hebreeuws - Italiaans - Japans - Nederlands - Noors - Portugees - Russisch | - Spaans - Thai - Traditioneel Chinees - Turks - Vereenvoudigd Chinees - Zweeds |

## Nieuwe naam
Sinds MSN Messenger in juni 2006 is veranderd in Windows Live Messenger, had Messenger Plus! ook een andere naam gekregen: Messenger Plus! Live. In 2011 werd de oude naam echter weer in gebruik genomen.